# Kostel svatého Ondřeje (Starý Kolín)
Kostel svatého Ondřeje v Starém Kolíně je jednolodní orientovaná kamenná stavba. Loď je křížová, věž je v západním průčelí. Leží nedaleko náměstí.
Je chráněn jako kulturní památka České republiky.

## Historie
Původně raně gotický kostel vysvěcený roku 1267 byl okolo roku 1740 znovu vystavěn podle návrhu Tomáše Haffeneckera ve stylu barokní gotiky. Kostel v roce 1761 vyhořel, v roce 1861 se dočkal zvýšení o další patro věže a nového zastřešení. V roce 1905 byl opraven a doplněn o pseudogotické prvky.

## Popis
Současná podoba vnitřku kostela pochází z roku 1905. Autorem malby je J. Vysekal ml., zařízení vyrobila dílna Petra Buška ze Sychrova. Ve věži jsou tři zvony od Jana Jiřího Kühnera z roku 1779. Varhany pochází z roku 1904.
Stěny kostela jsou hladké s nárožními lizénami bez hlavic, kouty jsou vyduté. Hlavní římsa se táhne podél celého kostela i věže a má gotický profil.

Věž je vysoká 50 metrů, čtvercová (hrana 7,2 m), dvoupatrová. Přízemí a první patro jsou zvnějšku přestavěné do baroka, zevnitř jsou z části zazděná gotická okna.

Hlavní loď má rozměry 5,73 × 25,48 metru, příční lodě jsou dlouhé 7 metrů. Křížení lodí má zatupené kouty a je uzavřeno nízkým kopulovým klenutím. V lodi jsou dvě pole křížových kleneb, žebra spočívají na nástěnných pilastrech, křižují se v hladkých svornících.

Sakristie je jednopatrová barokní stavba. V patře je oratoř otevřená do kostela.

## Galerie

Půdorys
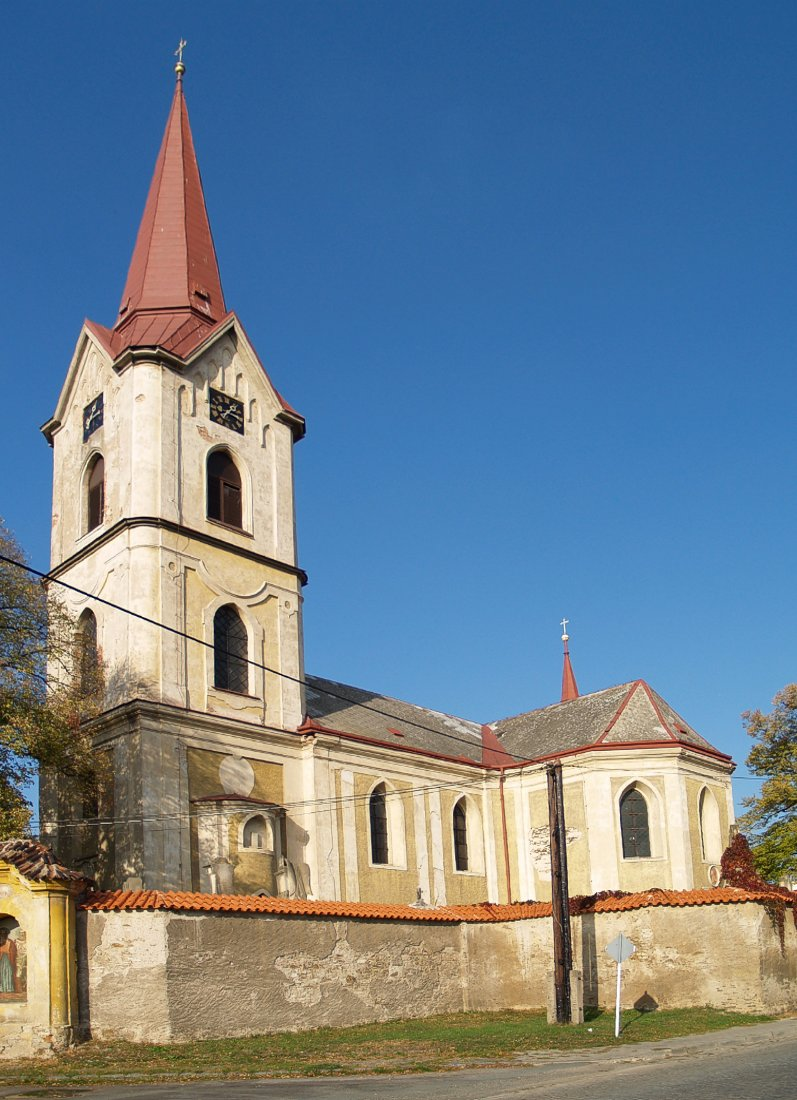
Kostel od jihozápadu
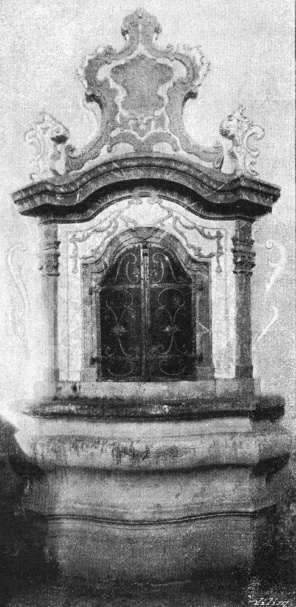
Sanktuarium
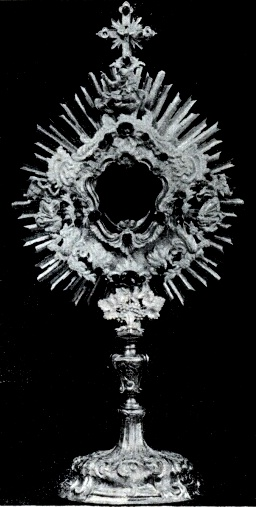
Monstrance
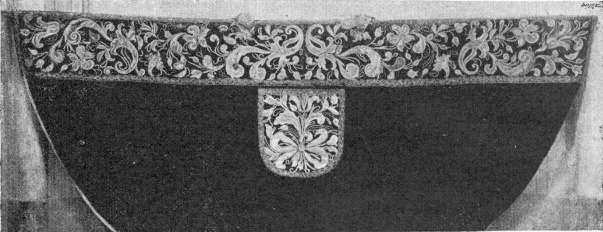
Pluvial
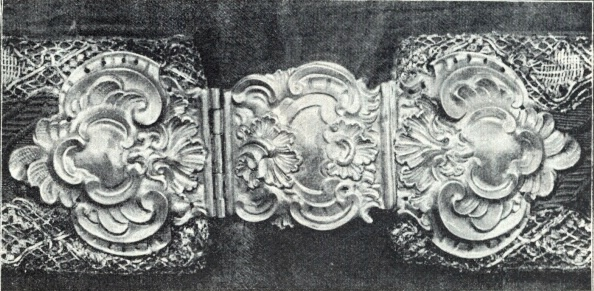
Přeska pluvialu